# 18. Feld-Division
18. Feld-Division foi uma divisão de campo da Luftwaffe que prestou serviço durante a Segunda Guerra Mundial, combatendo com a Heer.

## Comandantes
- Ferdinand-Wilhelm von Stein-Liebenstein zu Barchfeld, Dezembro de 1942 - 5 de Abril de 1943[2]
- Wolfgang Erdmann, 5 de Abril de 1943 - 25 de Agosto de 1943[2]
- Fritz Reinshagen, 25 de Agosto de 1943 - 27 de Outubro de 1943[2]
- Wilhelm Rupprecht, 27 de Outubro de 1943 - 1 de Novembro de 1943[2]